# Copa Mundial de Fútbol Sub-17 de 2015
La XVI Copa Mundial de Fútbol Sub-17 de 2015 (en inglés: FIFA U-17 World Cup Chile 2015) fue la decimosexta edición del principal torneo de la categoría sub-17. Se llevó a cabo en ocho ciudades de Chile entre el 17 de octubre y el 8 de noviembre de 2015. En el campeonato, participaron jugadores de la categoría sub-17; en este caso, los nacidos a partir del 1 de enero de 1998.
Fue la cuarta competición FIFA que se ha realizado en Chile, que anteriormente organizó la Copa Mundial de Fútbol de 1962, la Copa Mundial de Fútbol Sub-20 de 1987 y la Copa Mundial Femenina de Fútbol Sub-20 de 2008. Además, fue el evento futbolístico de mayor envergadura que se haya llevado a cabo en dicho país, pues se jugaron 52 partidos con la participación de 24 selecciones, puesto que en los anteriores tres campeonatos FIFA se contó con la presencia de 16 seleccionados.

## Elección
La Federación Chilena de Fútbol había solicitado a FIFA, comandado por Sergio Jadue, la organización de la junta deportiva teniendo como historial haber organizado las copas mundiales mencionadas anteriormente.
El día 3 de marzo de 2011, la FIFA dio a conocer su decisión y la candidatura chilena superó a las de Rusia, Gales y Túnez, quedándose con la organización del torneo mundialista. Así Chile se convirtió en uno de los tres países, junto con Japón y México, que han albergado los tres mundiales de fútbol de las categorías masculinas.

## Organización
Los 24 equipos participantes se repartieron en 6 grupos de 4 equipos cada uno. La comisión organizadora de la FIFA distribuyó los equipos en grupos determinando las cabezas de serie y el agrupamiento de los equipos mediante sorteo público y tomando en consideración factores deportivos y geográﬁcos.
Se dieron a conocer los auspiciadores oficiales FIFA, Adidas, Coca-Cola, Hyundai, Gazprom y Visa. También los socios nacionales: Clínica Meds, Movistar, Pullman Bus y Universidad Santo Tomás, que podrán publicitar en esta Copa Mundial Sub-17.

## Sedes
Diez fueron las ciudades preseleccionadas para ser sedes de la Copa Mundial: Copiapó, Coquimbo, La Serena, Viña del Mar, Santiago, Talca, Chillán, Concepción y Puerto Montt. De estas ciudades, Copiapó y Quillota quedaron fuera de la lista de sedes de la Copa Mundial.
El 8 de abril de 2014, la candidatura chilena confirmó de forma definitiva ocho subsedes con miras a la cita de 2015.
- El estadio Ester Roa Rebolledo de Concepción tendrá la mayor cantidad de partidos disputados, un total de 10, incluido una semifinal.

- El Estadio Nacional de Chile solo será sede de dos encuentros, el partido inaugural de Chile y el segundo partido del Grupo A, ambos encuentros el día 17 de octubre.

- El estadio Sausalito de Viña del Mar albergará la final y partido por el tercer puesto, ambos el 8 de noviembre.

| Chile                                    | Chile                                           | Chile                                                                   | Chile                           | Chile                                         |
| Concepción                               | Coquimbo                                        | La SerenaChillánViña del MarSantiagoTalcaConcepciónPuerto MonttCoquimbo | La Serena                       | Chillán                                       |
| ---------------------------------------- | ----------------------------------------------- | ----------------------------------------------------------------------- | ------------------------------- | --------------------------------------------- |
| Estadio Municipal Ester Roa Rebolledo    | Estadio Bicentenario Francisco Sánchez Rumoroso | La SerenaChillánViña del MarSantiagoTalcaConcepciónPuerto MonttCoquimbo | Estadio Bicentenario La Portada | Estadio Bicentenario Municipal Nelson Oyarzún |
| Capacidad: 30.421                        | Capacidad: 18.750                               | La SerenaChillánViña del MarSantiagoTalcaConcepciónPuerto MonttCoquimbo | Capacidad: 18.501               | Capacidad: 12.000                             |
|                                          |                                                 | La SerenaChillánViña del MarSantiagoTalcaConcepciónPuerto MonttCoquimbo |                                 |                                               |
| Santiago                                 | Viña del Mar                                    | La SerenaChillánViña del MarSantiagoTalcaConcepciónPuerto MonttCoquimbo | Puerto Montt                    | Talca                                         |
| Estadio Nacional Julio Martínez Pradanos | Estadio Sausalito                               | La SerenaChillánViña del MarSantiagoTalcaConcepciónPuerto MonttCoquimbo | Estadio Bicentenario Chinquihue | Estadio Fiscal de Talca                       |
| Capacidad: 48.665                        | Capacidad: 23.423                               | La SerenaChillánViña del MarSantiagoTalcaConcepciónPuerto MonttCoquimbo | Capacidad: 10.000               | Capacidad: 8.324                              |
|                                          |                                                 | La SerenaChillánViña del MarSantiagoTalcaConcepciónPuerto MonttCoquimbo |                                 |                                               |

## Árbitros
El 26 de agosto de 2015 la FIFA anunció la lista de 69 árbitros, 21 de ellos centrales, de las seis confederaciones continentales para los 52 partidos de la competición.
| Confederación | Árbitro                | Asistentes                           |
| ------------- | ---------------------- | ------------------------------------ |
| AFC           | Abdulrahman Al Jassim  | Taleb Al Marri Saoud Ahmed Almaqaleh |
| AFC           | Abdulla Hassan Mohamed | Mohamed Alhammad Hasan Almahri       |
| AFC           | Mohd Amirul Izwan      | Mod Muhamad Azman Ismail             |
| CAF           | Mehdi Abid Charef      | Anouar Hmila Theogene Ndagijimana    |
| CAF           | Malang Diedhiou        | Djibril Camara Aboubacar Doumbouya   |
| CAF           | Janny Sikazwe          | Arsenio Marengula Jerson dos Santos  |
| CONCACAF      | Ricardo Montero        | Juan Carlos Mora Warner Castro       |
| CONCACAF      | Valdin Legister        | Kedlee Powell Richard Washington     |
| CONCACAF      | Héctor Rodríguez       | Christian Ramírez Walter López       |
| CONMEBOL      | Enrique Cáceres        | Eduardo Cardozo Juan Zorrilla        |
| CONMEBOL      | Diego Haro             | Raúl López Cruz Víctor Raez          |
| CONMEBOL      | Wilson Lamouroux       | Alexander Guzmán Wilmar Navarro      |
| CONMEBOL      | Roberto Tobar          | Marcelo Barraza Christian Schiemann  |
| OFC           | Nick Waldron           | Ravenish Kumar Glen Lochrie          |
| UEFA          | Deniz Aytekin          | Guido Kleve Markus Häcker            |
| UEFA          | Ruddy Buquet           | Guillaume Debart Cyril Gringore      |
| UEFA          | Matej Jug              | Matej Žunič Gregor Rojko             |
| UEFA          | Danny Makkelie         | Hessel Steegstra Mario Diks          |
| UEFA          | Yevhen Aranovskiy      | Ihor Alokhin Oleksandr Korniyko      |
| UEFA          | Michael Oliver         | Stuart Burt Gary Beswick             |
| UEFA          | Martin Strömbergsson   | Mehmet Culum Daniel Gustavsson       |

## Símbolos
El logo y el eslogan «una fiesta en nuestra cancha» del torneo, fueron revelados el 7 de octubre de 2014.
El emblema oficial refleja la diversidad única y natural de la morfología de Chile, que permite que durante un mismo día se pueda disfrutar de un paseo por la cordillera y por la orilla del mar. Su diseño toma la forma del trofeo de esta competición adornado con los colores de la bandera chilena, que se complementan con el verde como símbolo de vitalidad y naturalidad.
El océano Pacífico y su dinámica se transforman en la base, mientras que la cordillera de los Andes se distingue con sus angulosas cumbres; el pueblo chileno y su fuerza están representados por una cadena humana que avanza hacia la estrella solitaria de la bandera, que mira hacia el cielo y alude al anhelo de todo joven futbolista: llegar a lo más alto y cumplir sus sueños.
Posteriormente, el 9 de julio de 2015 se dio a conocer la mascota y canción oficial de la Copa. El rostro del torneo será un niño llamado Brochico, que representa tanto a su país como a los jóvenes jugadores que participarán en la competición. El nombre de este niño chileno es derivación de Cabro Chico, jerga local para referirse a niños pequeños y apodo que recibió de los muchachos mayores con los que compartía las tardes de fútbol en partidos de barrio. Ambidiestro, comenzó como delantero pero luego retrocedió en el campo para dominar todas las acciones.
En tanto, la canción oficial del torneo fue compuesta por DJ Méndez, llamada "Celebrate this life".

## Reglas
Los 24 equipos que participan en la fase final se dividen en seis grupos de cuatro equipos cada uno. Dentro de cada grupo se enfrentan una vez entre sí, mediante el sistema de todos contra todos. Según el resultado de cada partido se otorgan tres puntos al ganador, un punto a cada equipo en caso de empate, y ninguno al perdedor.
Pasan a la siguiente ronda los dos equipos de cada grupo mejor clasificados y los 4 mejores terceros. El orden de clasificación se determina teniendo en cuenta los siguientes criterios, en orden de preferencia:
1. El mayor número de puntos obtenidos teniendo en cuenta todos los partidos del grupo
2. La mayor diferencia de goles teniendo en cuenta todos los partidos del grupo
3. El mayor número de goles a favor anotados teniendo en cuenta todos los partidos del grupo

Si dos o más equipos quedan igualados según las pautas anteriores, sus posiciones se determinarán mediante los siguientes criterios, en orden de preferencia:
1. El mayor número de puntos obtenidos en los partidos entre los equipos en cuestión
2. La diferencia de goles teniendo en cuenta los partidos entre los equipos en cuestión
3. El mayor número de goles a favor anotados por cada equipo en los partidos disputados entre los equipos en cuestión
4. Puntaje por juego limpio (Primera tarjeta amarilla: 1 punto, segunda tarjeta amarilla/roja indirecta 3 puntos, tarjeta roja directa: 3 puntos, tarjeta amarilla y tarjeta roja directa: 4 puntos)
5. Sorteo del comité organizador de la Copa Mundial

Los cuatro mejores equipos que queden en tercer lugar se determinarán así:
1. Mayor número de puntos obtenidos en todos los partidos de grupo.
2. Diferencia de goles en todos los partidos de grupo.
3. Mayor número de goles marcados en todos los partidos de grupo.
4. Sorteo por parte de la Comisión Organizadora de la FIFA.

La segunda ronda incluye todas las fases desde los octavos de final hasta la final. Mediante el sistema de eliminación directa se clasifican los dos semifinalistas. Los equipos perdedores de las semifinales juegan un partido por el tercer y cuarto puesto, mientras que los ganadores disputan el partido final, donde el vencedor obtiene el título.
Si después de los 90 minutos de juego el partido se encuentra empatado directamente el partido se definirá por el procedimiento de tiros desde el punto penal.

## Clasificación
En total, fueron veinticuatro equipos de las seis confederaciones afiliadas a la FIFA los que participaron en el torneo. Las clasificatorias comenzaron el 21 de septiembre de 2013 en Asia y terminaron el 22 de mayo de 2015 en Europa. En total, son 504 futbolistas que participan en el torneo.
En esta ocasión, Sudáfrica es la única selección debutante en la competición; por el lado contrario, Estados Unidos y Brasil participan por decimoquinta vez en el torneo, siendo los países con más participaciones en la historia.
En cursiva los equipos debutantes en la Copa Mundial de Fútbol Sub-17.
| Clasificatorias | Clasificatorias | Clasificatorias | Clasificatorias | Clasificatorias | Clasificatorias |
| --------------- | --------------- | --------------- | --------------- | --------------- | --------------- |
| CAF             | AFC             | UEFA            | Concacaf        | OFC             | Conmebol        |

| Equipos participantes | Equipos participantes | Equipos participantes | Equipos participantes |
| --------------------- | --------------------- | --------------------- | --------------------- |
| Alemania              | Corea del Norte       | Francia               | Nigeria               |
| Argentina             | Corea del Sur         | Guinea                | Nueva Zelanda         |
| Australia             | Costa Rica            | Honduras              | Paraguay              |
| Bélgica               | Croacia               | Inglaterra            | Rusia                 |
| Brasil                | Ecuador               | Malí                  | Siria                 |
| Chile                 | Estados Unidos        | México                | Sudáfrica             |

## Sorteo
El sorteo se realizó en el Teatro Centro de las Artes, ubicado en Santiago, a las 20:00 (hora local) del 6 de agosto de 2015. El evento contó con la presencia de Nicole Sáez, ministra del Deporte surrogante, Sunil Gulati, miembro del Comité Ejecutivo de la FIFA y presidente de la Comisión Organizadora de la Copa Mundial Sub-17 de la FIFA, Cristian Varela, presidente del Comité Organizador Local, y Sergio Jadue, presidente de la Asociación Nacional de Fútbol Profesional de Chile.
Además, participaron en el sorteo reconocidas figuras del deporte chileno, tales como Tomás González, María José Moya, Christiane Endler, Iván Zamorano, Elías Figueroa, Marcelo Salas y Jean Beausejour.
Las 24 selecciones estuvieron agrupadas en cuatro «copas», de seis equipos cada una, priorizando el orden geográfico y futbolístico, de esta manera:
- Bombo 1: País anfitrión, campeones de la AFC, CAF, Concacaf, OFC y Conmebol.
- Bombo 2: Selecciones de la AFC y Concacaf.
- Bombo 3: Selecciones de la CAF y Conmebol.
- Bombo 4: Selecciones de la UEFA.

| Copa 1                                                      | Copa 2                                                           | Copa 3                                              | Copa 4                                            |
| ----------------------------------------------------------- | ---------------------------------------------------------------- | --------------------------------------------------- | ------------------------------------------------- |
| Chile (A1) Nueva Zelanda Malí Brasil Corea del Norte México | Costa Rica Estados Unidos Honduras Corea del Sur Siria Australia | Guinea Nigeria Sudáfrica Argentina Paraguay Ecuador | Croacia Inglaterra Alemania Rusia Bélgica Francia |

## Primera fase
- Los horarios corresponden a la hora de Chile (UTC -3).[9]

### Grupo A
| Equipo         | Pts | PJ | PG | PE | PP | GF | GC | Dif |
| -------------- | --- | -- | -- | -- | -- | -- | -- | --- |
| Nigeria        | 6   | 3  | 2  | 0  | 1  | 8  | 3  | 5   |
| Croacia        | 5   | 3  | 1  | 2  | 0  | 5  | 4  | 1   |
| Chile          | 4   | 3  | 1  | 1  | 1  | 6  | 7  | -1  |
| Estados Unidos | 1   | 3  | 0  | 1  | 2  | 3  | 8  | -5  |

| 17 de octubre de 2015, 17:00 | Nigeria                | 2:0 (0:0) | Estados Unidos | Estadio Nacional de Chile, Santiago                       |                                                           |
|                              | Agor 50' · Osimhen 61' | Reporte   |                | Asistencia: 20 637 espectadores Árbitro(s): Deniz Aytekin | Asistencia: 20 637 espectadores Árbitro(s): Deniz Aytekin |

| 17 de octubre de 2015, 20:00 | Chile        | 1:1 (1:1) | Croacia | Estadio Nacional de Chile, Santiago                               |                                                                   |
|                              | Y. Leiva 33' | Reporte   | Moro 8' | Asistencia: 28 062 espectadores Árbitro(s): Abdulrahman Al Jassim | Asistencia: 28 062 espectadores Árbitro(s): Abdulrahman Al Jassim |

| 20 de octubre de 2015, 17:00 | Estados Unidos            | 2:2 (2:0) | Croacia                  | Estadio Sausalito, Viña del Mar                             |                                                             |
|                              | Pulisic 20' · Vázquez 40' | Reporte   | Majić 65' · Ivanušec 77' | Asistencia: 21 893 espectadores Árbitro(s): Enrique Cáceres | Asistencia: 21 893 espectadores Árbitro(s): Enrique Cáceres |

| 20 de octubre de 2015, 20:00 | Chile       | 1:5 (0:2) | Nigeria                                                        | Estadio Sausalito, Viña del Mar                          |                                                          |
|                              | Allende 81' | Reporte   | Chukwueze 1' 61' · Nwakali 17' (pen.) · Osimhen 66' (pen.) 86' | Asistencia: 21 893 espectadores Árbitro(s): Ruddy Buquet | Asistencia: 21 893 espectadores Árbitro(s): Ruddy Buquet |

| 23 de octubre de 2015, 20:00 | Estados Unidos | 1:4 (1:1) | Chile                                             | Estadio Sausalito, Viña del Mar                       |                                                       |
|                              | Vazquez 10'    | Reporte   | Allende 20' · Mazuela 52' · Jara 86' · Moya 90+3' | Asistencia: 19 321 espectadores Árbitro(s): Matej Jug | Asistencia: 19 321 espectadores Árbitro(s): Matej Jug |

| 23 de octubre de 2015, 20:00 | Croacia                 | 2:1 (0:1) | Nigeria     | Estadio Francisco Sánchez Rumoroso, Coquimbo               |                                                            |
|                              | Brekalo 50' · Majić 54' | Reporte   | Osimhen 20' | Asistencia: 5606 espectadores Árbitro(s): Wilson Lamouroux | Asistencia: 5606 espectadores Árbitro(s): Wilson Lamouroux |

### Grupo B
| Equipo        | Pts | PJ | PG | PE | PP | GF | GC | Dif |
| ------------- | --- | -- | -- | -- | -- | -- | -- | --- |
| Corea del Sur | 7   | 3  | 2  | 1  | 0  | 2  | 0  | 2   |
| Brasil        | 6   | 3  | 2  | 0  | 1  | 4  | 2  | 2   |
| Inglaterra    | 2   | 3  | 0  | 2  | 1  | 1  | 2  | -1  |
| Guinea        | 1   | 3  | 0  | 1  | 2  | 2  | 5  | -3  |

| 17 de octubre de 2015, 16:00 | Inglaterra | 1:1 (0:0) | Guinea       | Estadio Francisco Sánchez Rumoroso, Coquimbo            |                                                         |
|                              | Hinds 61'  | Reporte   | Bangoura 76' | Asistencia: 5333 espectadores Árbitro(s): Roberto Tobar | Asistencia: 5333 espectadores Árbitro(s): Roberto Tobar |

| 17 de octubre de 2015, 19:00 | Brasil | 0:1 (0:0) | Corea del Sur    | Estadio Francisco Sánchez Rumoroso, Coquimbo              |                                                           |
|                              |        | Reporte   | Jang Jae-won 79' | Asistencia: 5333 espectadores Árbitro(s): Ricardo Montero | Asistencia: 5333 espectadores Árbitro(s): Ricardo Montero |

| 20 de octubre de 2015, 17:00 | Inglaterra | 0:1 (0:0) | Brasil      | Estadio La Portada, La Serena                                    |                                                                  |
|                              |            | Reporte   | Leandro 67' | Asistencia: 8225 espectadores Árbitro(s): Abdulla Hassan Mohamed | Asistencia: 8225 espectadores Árbitro(s): Abdulla Hassan Mohamed |

| 20 de octubre de 2015, 20:00 | Corea del Sur   | 1:0 (0:0) | Guinea | Estadio La Portada, La Serena                              |                                                            |
|                              | Oh Se-hun 90+2' | Reporte   |        | Asistencia: 8225 espectadores Árbitro(s): Héctor Rodríguez | Asistencia: 8225 espectadores Árbitro(s): Héctor Rodríguez |

| 23 de octubre de 2015, 17:00 | Guinea    | 1:3 (0:2) | Brasil                                        | Estadio Sausalito, Viña del Mar                           |                                                           |
|                              | Sylla 83' | Reporte   | Lincoln 15' (pen.) · Leandro 33' · Arthur 67' | Asistencia: 19 321 espectadores Árbitro(s): Deniz Aytekin | Asistencia: 19 321 espectadores Árbitro(s): Deniz Aytekin |

| 23 de octubre de 2015, 17:00 | Corea del Sur | 0:0     | Inglaterra | Estadio Francisco Sánchez Rumoroso, Coquimbo              |                                                           |
|                              |               | Reporte |            | Asistencia: 5606 espectadores Árbitro(s): Valdin Legister | Asistencia: 5606 espectadores Árbitro(s): Valdin Legister |

### Grupo C
| Equipo    | Pts | PJ | PG | PE | PP | GF | GC | Dif |
| --------- | --- | -- | -- | -- | -- | -- | -- | --- |
| México    | 7   | 3  | 2  | 1  | 0  | 4  | 1  | 3   |
| Alemania  | 6   | 3  | 2  | 0  | 1  | 9  | 3  | 6   |
| Australia | 4   | 3  | 1  | 1  | 1  | 3  | 5  | -2  |
| Argentina | 0   | 3  | 0  | 0  | 3  | 1  | 8  | -7  |

| 18 de octubre de 2015, 16:00 | Australia  | 1:4 (0:3) | Alemania                                      | Estadio Nelson Oyarzún, Chillán                             |                                                             |
|                              | Waring 54' | Reporte   | Passlack 14' · Eggestein 25' 39' · Janelt 65' | Asistencia: 7366 espectadores Árbitro(s): Mehdi Abid Charef | Asistencia: 7366 espectadores Árbitro(s): Mehdi Abid Charef |

| 18 de octubre de 2015, 19:00 | México                          | 2:0 (1:0) | Argentina | Estadio Nelson Oyarzún, Chillán                          |                                                          |
|                              | Magaña 10' · Venegas 77' (pen.) | Reporte   |           | Asistencia: 7366 espectadores Árbitro(s): Danny Makkelie | Asistencia: 7366 espectadores Árbitro(s): Danny Makkelie |

| 21 de octubre de 2015, 17:00 | Australia | 0:0     | México | Estadio Nelson Oyarzún, Chillán                         |                                                         |
|                              |           | Reporte |        | Asistencia: 8469 espectadores Árbitro(s): Janny Sikazwe | Asistencia: 8469 espectadores Árbitro(s): Janny Sikazwe |

| 21 de octubre de 2015, 20:00 | Argentina | 0:4 (0:3) | Alemania                                                        | Estadio Nelson Oyarzún, Chillán                           |                                                           |
|                              |           | Reporte   | Janelt 5' · Eggestein 32' · Passlack 45+2' (pen.) · Schmidt 67' | Asistencia: 8469 espectadores Árbitro(s): Ricardo Montero | Asistencia: 8469 espectadores Árbitro(s): Ricardo Montero |

| 24 de octubre de 2015, 19:00 | Argentina           | 1:2 (0:1) | Australia       | Estadio Nelson Oyarzún, Chillán                        |                                                        |
|                              | Conechny 67' (pen.) | Reporte   | Panetta 25' 52' | Asistencia: 4409 espectadores Árbitro(s): Ruddy Buquet | Asistencia: 4409 espectadores Árbitro(s): Ruddy Buquet |

| 24 de octubre de 2015, 19:00 | Alemania      | 1:2 (0:0) | México                  | Estadio Fiscal de Talca, Talca                            |                                                           |
|                              | Eggestein 68' | Reporte   | López 59' · Venegas 65' | Asistencia: 6229 espectadores Árbitro(s): Enrique Cáceres | Asistencia: 6229 espectadores Árbitro(s): Enrique Cáceres |

### Grupo D
| Equipo   | Pts | PJ | PG | PE | PP | GF | GC | Dif |
| -------- | --- | -- | -- | -- | -- | -- | -- | --- |
| Malí     | 7   | 3  | 2  | 1  | 0  | 5  | 1  | 4   |
| Ecuador  | 6   | 3  | 2  | 0  | 1  | 6  | 3  | 3   |
| Bélgica  | 4   | 3  | 1  | 1  | 1  | 2  | 3  | -1  |
| Honduras | 0   | 3  | 0  | 0  | 3  | 2  | 8  | -6  |

| 18 de octubre de 2015, 16:00 | Bélgica | 0:0     | Malí | Estadio Fiscal de Talca, Talca                         |                                                        |
|                              |         | Reporte |      | Asistencia: 3509 espectadores Árbitro(s): Nick Waldron | Asistencia: 3509 espectadores Árbitro(s): Nick Waldron |

| 18 de octubre de 2015, 19:00 | Honduras  | 1:3 (0:2) | Ecuador                                         | Estadio Fiscal de Talca, Talca                           |                                                          |
|                              | Grant 83' | Reporte   | Guerrero 7' · Estupiñán 19' (pen.) · Cortéz 76' | Asistencia: 3509 espectadores Árbitro(s): Michael Oliver | Asistencia: 3509 espectadores Árbitro(s): Michael Oliver |

| 21 de octubre de 2015, 17:00 | Bélgica                | 2:1 (1:0) | Honduras  | Estadio Fiscal de Talca, Talca                       |                                                      |
|                              | Vancamp 21' · Rigo 78' | Reporte   | Leiva 49' | Asistencia: 4721 espectadores Árbitro(s): Diego Haro | Asistencia: 4721 espectadores Árbitro(s): Diego Haro |

| 21 de octubre de 2015, 20:00 | Ecuador              | 1:2 (0:1) | Malí                  | Estadio Fiscal de Talca, Talca                                 |                                                                |
|                              | Estupiñán 70' (pen.) | Reporte   | Traore 9' · Malle 61' | Asistencia: 4721 espectadores Árbitro(s): Martin Strömbergsson | Asistencia: 4721 espectadores Árbitro(s): Martin Strömbergsson |

| 24 de octubre de 2015, 16:00 | Malí                               | 3:0 (2:0) | Honduras | Estadio Nelson Oyarzún, Chillán                        |                                                        |
|                              | Haidara 7' · Dante 34' · Malle 56' | Reporte   |          | Asistencia: 4409 espectadores Árbitro(s): Nick Waldron | Asistencia: 4409 espectadores Árbitro(s): Nick Waldron |

| 24 de octubre de 2015, 16:00 | Ecuador                   | 2:0 (1:0) | Bélgica | Estadio Fiscal de Talca, Talca                                  |                                                                 |
|                              | Corozo 40' · Guerrero 73' | Reporte   |         | Asistencia: 6229 espectadores Árbitro(s): Abdulrahman Al Jassim | Asistencia: 6229 espectadores Árbitro(s): Abdulrahman Al Jassim |

### Grupo E
| Equipo          | Pts | PJ | PG | PE | PP | GF | GC | Dif |
| --------------- | --- | -- | -- | -- | -- | -- | -- | --- |
| Rusia           | 7   | 3  | 2  | 1  | 0  | 5  | 1  | 4   |
| Costa Rica      | 4   | 3  | 1  | 1  | 1  | 4  | 4  | 0   |
| Corea del Norte | 4   | 3  | 1  | 1  | 1  | 3  | 4  | -1  |
| Sudáfrica       | 1   | 3  | 0  | 1  | 2  | 2  | 5  | -3  |

| 19 de octubre de 2015, 17:00 | Sudáfrica | 1:2 (0:1) | Costa Rica                  | Estadio Ester Roa Rebolledo, Concepción                     |                                                             |
|                              | Mayo 90'  | Reporte   | Masis 7' · Reyes 63' (pen.) | Asistencia: 7572 espectadores Árbitro(s): Mohd Amirul Izwan | Asistencia: 7572 espectadores Árbitro(s): Mohd Amirul Izwan |

| 19 de octubre de 2015, 20:00 | Corea del Norte | 0:2 (0:1) | Rusia                   | Estadio Ester Roa Rebolledo, Concepción                    |                                                            |
|                              |                 | Reporte   | Galanin 3' · Chálov 52' | Asistencia: 7572 espectadores Árbitro(s): Wilson Lamouroux | Asistencia: 7572 espectadores Árbitro(s): Wilson Lamouroux |

| 22 de octubre de 2015, 17:00 | Sudáfrica           | 1:1 (1:1) | Corea del Norte        | Estadio Ester Roa Rebolledo, Concepción                     |                                                             |
|                              | Mukumela 10' (pen.) | Reporte   | Kim Wi-song 17' (pen.) | Asistencia: 9322 espectadores Árbitro(s): Yevhen Aranovskiy | Asistencia: 9322 espectadores Árbitro(s): Yevhen Aranovskiy |

| 22 de octubre de 2015, 20:00 | Rusia      | 1:1 (0:0) | Costa Rica  | Estadio Ester Roa Rebolledo, Concepción                 |                                                         |
|                              | Chálov 82' | Reporte   | Montero 71' | Asistencia: 9322 espectadores Árbitro(s): Roberto Tobar | Asistencia: 9322 espectadores Árbitro(s): Roberto Tobar |

| 25 de octubre de 2015, 19:00 | Rusia                    | 2:0 (1:0) | Sudáfrica | Estadio Ester Roa Rebolledo, Concepción                |                                                        |
|                              | Makhatadze 5' (pen.) 89' | Reporte   |           | Asistencia: 13 759 espectadores Árbitro(s): Diego Haro | Asistencia: 13 759 espectadores Árbitro(s): Diego Haro |

| 25 de octubre de 2015, 19:00 | Costa Rica | 1:2 (0:1) | Corea del Norte                          | Estadio Chinquihue, Puerto Montt                         |                                                          |
|                              | Mesén 84'  | Reporte   | Yong Gwan-pak 14' · Chang Bom-jong 90+3' | Asistencia: 6571 espectadores Árbitro(s): Danny Makkelie | Asistencia: 6571 espectadores Árbitro(s): Danny Makkelie |

### Grupo F
| Equipo        | Pts | PJ | PG | PE | PP | GF | GC | Dif |
| ------------- | --- | -- | -- | -- | -- | -- | -- | --- |
| Francia       | 9   | 3  | 3  | 0  | 0  | 14 | 4  | 10  |
| Nueva Zelanda | 4   | 3  | 1  | 1  | 1  | 3  | 7  | -4  |
| Paraguay      | 3   | 3  | 1  | 0  | 2  | 8  | 7  | 1   |
| Siria         | 1   | 3  | 0  | 1  | 2  | 1  | 8  | -7  |

| 19 de octubre de 2015, 17:00 | Nueva Zelanda | 1:6 (0:5) | Francia                                                                                       | Estadio Chinquihue, Puerto Montt                          |                                                           |
|                              | McGarry 76'   | Reporte   | McGarry 15' (a.g.) · Boutobba 32' · Maouassa 34' · Doucouré 42' · Georgen 45' · Edouard 90+2' | Asistencia: 8134 espectadores Árbitro(s): Valdin Legister | Asistencia: 8134 espectadores Árbitro(s): Valdin Legister |

| 19 de octubre de 2015, 20:00 | Siria     | 1:4 (0:2) | Paraguay                                             | Estadio Chinquihue, Puerto Montt                    |                                                     |
|                              | Alaji 62' | Reporte   | Morel 30' · Villalba 34' · Colmán 65' · Ferreira 90' | Asistencia: 8134 espectadores Árbitro(s): Matej Jug | Asistencia: 8134 espectadores Árbitro(s): Matej Jug |

| 22 de octubre de 2015, 17:00 | Nueva Zelanda | 0:0     | Siria | Estadio Chinquihue, Puerto Montt                          |                                                           |
|                              |               | Reporte |       | Asistencia: 8955 espectadores Árbitro(s): Malang Diedhiou | Asistencia: 8955 espectadores Árbitro(s): Malang Diedhiou |

| 22 de octubre de 2015, 20:00 | Paraguay                                       | 3:4 (1:2) | Francia                                     | Estadio Chinquihue, Puerto Montt                            |                                                             |
|                              | Aranda 45' (pen.) · Villalba 57' · Paredes 62' | Reporte   | Boutobba 3' · Ikoné 22' 71' · Upamecano 59' | Asistencia: 8955 espectadores Árbitro(s): Mehdi Abid Charef | Asistencia: 8955 espectadores Árbitro(s): Mehdi Abid Charef |

| 25 de octubre de 2015, 16:00 | Francia                                            | 4:0 (2:0) | Siria | Estadio Ester Roa Rebolledo, Concepción                   |                                                           |
|                              | Janvier 22' 46' · Edouard 32' · Claude-Maurice 66' | Reporte   |       | Asistencia: 13 759 espectadores Árbitro(s): Janny Sikazwe | Asistencia: 13 759 espectadores Árbitro(s): Janny Sikazwe |

| 25 de octubre de 2015, 16:00 | Paraguay    | 1:2 (1:1) | Nueva Zelanda              | Estadio Chinquihue, Puerto Montt                            |                                                             |
|                              | Ñamandu 43' | Reporte   | Ashworth 11' · Imrie 90+1' | Asistencia: 6571 espectadores Árbitro(s): Yevhen Aranovskiy | Asistencia: 6571 espectadores Árbitro(s): Yevhen Aranovskiy |

### Mejores terceros
| Equipo          | Gr | Pts. | PJ | PG | PE | PP | GF | GC | Dif |
| --------------- | -- | ---- | -- | -- | -- | -- | -- | -- | --- |
| Chile           | A  | 4    | 3  | 1  | 1  | 1  | 6  | 7  | -1  |
| Corea del Norte | E  | 4    | 3  | 1  | 1  | 1  | 3  | 4  | -1  |
| Bélgica         | D  | 4    | 3  | 1  | 1  | 1  | 2  | 3  | -1  |
| Australia       | C  | 4    | 3  | 1  | 1  | 1  | 3  | 5  | -2  |
| Paraguay        | F  | 3    | 3  | 1  | 0  | 2  | 8  | 7  | 1   |
| Inglaterra      | B  | 2    | 3  | 0  | 2  | 1  | 1  | 2  | -1  |

Los emparejamientos de los octavos de final fueron definidos de la siguiente manera:
- Partido 1: 2.° del grupo A v 2.° del grupo C
- Partido 2: 1.° del grupo D v 3.° del grupo B/E/F
- Partido 3: 1.° del grupo B v 3.° del grupo A/C/D
- Partido 4: 1.° del grupo F v 2.° del grupo E
- Partido 5: 1.° del grupo E v 2.° del grupo D
- Partido 6: 1.° del grupo C v 3.° del grupo A/B/F
- Partido 7: 2.° del grupo B v 2.° del grupo F
- Partido 8: 1.° del grupo A v 3.° del grupo C/D/E

Los emparejamientos de los partidos 2, 3, 6 y 8 dependen de quienes sean los terceros lugares que se clasifiquen a los octavos de final. La siguiente tabla muestra las diferentes opciones para definir a los rivales de los ganadores de los grupos A, B, C y D.
     – Combinación que se dio en esta edición.
| Si los 4 mejores terceros son de los grupos: | El 1.° del grupo A juega con: | El 1.° del grupo B juega con: | El 1.° del grupo C juega con: | El 1.° del grupo D juega con: |
| -------------------------------------------- | ----------------------------- | ----------------------------- | ----------------------------- | ----------------------------- |
| A, B, C y D                                  | 3.° del grupo C               | 3.° del grupo D               | 3.° del grupo A               | 3.° del grupo B               |
| A, B, C y E                                  | 3.° del grupo C               | 3.° del grupo A               | 3.° del grupo B               | 3.° del grupo E               |
| A, B, C y F                                  | 3.° del grupo C               | 3.° del grupo A               | 3.° del grupo B               | 3.° del grupo F               |
| A, B, D y E                                  | 3.° del grupo D               | 3.° del grupo A               | 3.° del grupo B               | 3.° del grupo E               |
| A, B, D y F                                  | 3.° del grupo D               | 3.° del grupo A               | 3.° del grupo B               | 3.° del grupo F               |
| A, B, E y F                                  | 3.° del grupo E               | 3.° del grupo A               | 3.° del grupo B               | 3.° del grupo F               |
| A, C, D y E                                  | 3.° del grupo C               | 3.° del grupo D               | 3.° del grupo A               | 3.° del grupo E               |
| A, C, D y F                                  | 3.° del grupo C               | 3.° del grupo D               | 3.° del grupo A               | 3.° del grupo F               |
| A, C, E y F                                  | 3.° del grupo C               | 3.° del grupo A               | 3.° del grupo F               | 3.° del grupo E               |
| A, D, E y F                                  | 3.° del grupo D               | 3.° del grupo A               | 3.° del grupo F               | 3.° del grupo E               |
| B, C, D y E                                  | 3.° del grupo C               | 3.° del grupo D               | 3.° del grupo B               | 3.° del grupo E               |
| B, C, D y F                                  | 3.° del grupo C               | 3.° del grupo D               | 3.° del grupo B               | 3.° del grupo F               |
| B, C, E y F                                  | 3.° del grupo E               | 3.° del grupo C               | 3.° del grupo B               | 3.° del grupo F               |
| B, D, E y F                                  | 3.° del grupo E               | 3.° del grupo D               | 3.° del grupo B               | 3.° del grupo F               |
| C, D, E y F                                  | 3.° del grupo C               | 3.° del grupo D               | 3.° del grupo F               | 3.° del grupo E               |

## Segunda fase
|  | Octavos de final | Octavos de final |                |       | Cuartos de final             | Cuartos de final             |                |                | Semifinales | Semifinales |  |  | Final | Final |
|  |                  |                  |                |       |                              |                              |                |                |             |             |  |  |       |       |
|  | 29 de octubre    |                  |                |       |                              |                              |                |                |             |             |  |  |       |       |
|  |                  |                  |                |       |                              |                              |                |                |             |             |  |  |       |       |
|  | Croacia          | 2                |                |       |                              |                              |                |                |             |             |  |  |       |       |
|  | Croacia          | 2                | 1 de noviembre |       |                              |                              |                |                |             |             |  |  |       |       |
|  | Alemania         | 0                |                |       |                              |                              |                |                |             |             |  |  |       |       |
|  | Alemania         | 0                | Croacia        | 0     |                              |                              |                |                |             |             |  |  |       |       |
|  | 29 de octubre    |                  | Croacia        | 0     |                              |                              |                |                |             |             |  |  |       |       |
|  |                  | Malí             | 1              |       |                              |                              |                |                |             |             |  |  |       |       |
|  | Malí             | Malí             | 1              | 3     |                              |                              |                |                |             |             |  |  |       |       |
|  | Malí             |                  | 5 de noviembre | 3     |                              |                              |                |                |             |             |  |  |       |       |
|  | Corea del Norte  | 0                |                |       |                              |                              |                |                |             |             |  |  |       |       |
|  | Corea del Norte  | 0                | Malí           | 3     |                              |                              |                |                |             |             |  |  |       |       |
|  | 28 de octubre    |                  | Malí           | 3     |                              |                              |                |                |             |             |  |  |       |       |
|  |                  | Bélgica          | 1              |       |                              |                              |                |                |             |             |  |  |       |       |
|  | Corea del Sur    | Bélgica          | 1              | 0     |                              |                              |                |                |             |             |  |  |       |       |
|  | Corea del Sur    | 2 de noviembre   |                | 0     |                              |                              |                |                |             |             |  |  |       |       |
|  | Bélgica          | 2                |                |       |                              |                              |                |                |             |             |  |  |       |       |
|  | Bélgica          | 2                | Bélgica        | 1     |                              |                              |                |                |             |             |  |  |       |       |
|  | 29 de octubre    |                  | Bélgica        | 1     |                              |                              |                |                |             |             |  |  |       |       |
|  |                  | Costa Rica       | 0              |       |                              |                              |                |                |             |             |  |  |       |       |
|  | Francia          | Costa Rica       | 0              | 0 (3) |                              |                              |                |                |             |             |  |  |       |       |
|  | Francia          |                  | 8 de noviembre | 0 (3) |                              |                              |                |                |             |             |  |  |       |       |
|  | Costa Rica (p.)  | 0 (5)            |                |       |                              |                              |                |                |             |             |  |  |       |       |
|  | Costa Rica (p.)  | 0 (5)            | Malí           | 0     |                              |                              |                |                |             |             |  |  |       |       |
|  | 29 de octubre    |                  | Malí           | 0     |                              |                              |                |                |             |             |  |  |       |       |
|  |                  | Nigeria          | 2              |       |                              |                              |                |                |             |             |  |  |       |       |
|  | Rusia            | Nigeria          | 2              | 1     |                              |                              |                |                |             |             |  |  |       |       |
|  | Rusia            | 2 de noviembre   |                | 1     |                              |                              |                |                |             |             |  |  |       |       |
|  | Ecuador          | 4                |                |       |                              |                              |                |                |             |             |  |  |       |       |
|  | Ecuador          | 4                | Ecuador        | 0     |                              |                              |                |                |             |             |  |  |       |       |
|  | 28 de octubre    |                  | Ecuador        | 0     |                              |                              |                |                |             |             |  |  |       |       |
|  |                  | México           | 2              |       |                              |                              |                |                |             |             |  |  |       |       |
|  | México           | México           | 2              | 4     |                              |                              |                |                |             |             |  |  |       |       |
|  | México           |                  | 5 de noviembre | 4     |                              |                              |                |                |             |             |  |  |       |       |
|  | Chile            | 1                |                |       |                              |                              |                |                |             |             |  |  |       |       |
|  | Chile            | 1                | México         | 2     |                              |                              |                |                |             |             |  |  |       |       |
|  | 28 de octubre    |                  | México         | 2     |                              |                              |                |                |             |             |  |  |       |       |
|  |                  | Nigeria          | 4              |       | Partido por el tercer puesto | Partido por el tercer puesto |                |                |             |             |  |  |       |       |
|  | Brasil           | Nigeria          | 4              | 1     | Partido por el tercer puesto | Partido por el tercer puesto |                |                |             |             |  |  |       |       |
|  | Brasil           | 1 de noviembre   | 1 de noviembre | 1     |                              |                              | 8 de noviembre | 8 de noviembre |             |             |  |  |       |       |
|  | Nueva Zelanda    | 1 de noviembre   | 1 de noviembre | 0     |                              |                              | 8 de noviembre | 8 de noviembre |             |             |  |  |       |       |
|  | Nueva Zelanda    | Brasil           | 0              | 0     | Bélgica                      | 3                            |                |                |             |             |  |  |       |       |
|  | 28 de octubre    | Brasil           | 0              |       | Bélgica                      | 3                            |                |                |             |             |  |  |       |       |
|  |                  | Nigeria          | 3              |       | México                       | 2                            |                |                |             |             |  |  |       |       |
|  | Nigeria          | Nigeria          | 3              | 6     | México                       | 2                            |                |                |             |             |  |  |       |       |
|  | Nigeria          |                  |                | 6     |                              |                              |                |                |             |             |  |  |       |       |
|  | Australia        | 0                |                |       |                              |                              |                |                |             |             |  |  |       |       |
|  | Australia        | 0                |                |       |                              |                              |                |                |             |             |  |  |       |       |

### Octavos de final
| 28 de octubre de 2015, 17:00 | Brasil                              | 1:0 (0:0) | Nueva Zelanda | Estadio Sausalito, Viña del Mar                           |                                                           |
|                              | Luis Henrique Farinhas 90+6' (pen.) | Reporte   |               | Asistencia: 4265 espectadores Árbitro(s): Mohd Bin Yaacob | Asistencia: 4265 espectadores Árbitro(s): Mohd Bin Yaacob |

| 28 de octubre de 2015, 17:00 | México                                               | 4:1 (1:1) | Chile     | Estadio Nelson Oyarzún, Chillán                            |                                                            |
|                              | Zamudio 42' · López 61' · Aguirre 69' · Cortés 90+3' | Reporte   | Leiva 40' | Asistencia: 10 700 espectadores Árbitro(s): Michael Oliver | Asistencia: 10 700 espectadores Árbitro(s): Michael Oliver |

| 28 de octubre de 2015, 20:00 | Nigeria                                                               | 6:0 (2:0) | Australia | Estadio Sausalito, Viña del Mar                         |                                                         |
|                              | Osimhen 22' 73' 79' · Nwakali 25' (pen.) · Essien 86' · Chukwueze 88' | Reporte   |           | Asistencia: 4265 espectadores Árbitro(s): Roberto Tobar | Asistencia: 4265 espectadores Árbitro(s): Roberto Tobar |

| 28 de octubre de 2015, 20:00 | Corea del Sur | 0:2 (0:1) | Bélgica                   | Estadio La Portada, La Serena                             |                                                           |
|                              |               | Reporte   | Vancamp 11' · Verreth 67' | Asistencia: 6388 espectadores Árbitro(s): Malang Diedhiou | Asistencia: 6388 espectadores Árbitro(s): Malang Diedhiou |

| 29 de octubre de 2015, 17:00 | Croacia                 | 2:0 (1:0) | Alemania | Estadio Ester Roa Rebolledo, Concepción                          |                                                                  |
|                              | Moro 18' · Lovren 90+1' | Reporte   |          | Asistencia: 10 705 espectadores Árbitro(s): Martin Strömbergsson | Asistencia: 10 705 espectadores Árbitro(s): Martin Strömbergsson |

| 29 de octubre de 2015, 17:00 | Malí                       | 3:0 (2:0) | Corea del Norte | Estadio Fiscal de Talca, Talca                             |                                                            |
|                              | Haidara 8' · Maiga 37' 48' | Reporte   |                 | Asistencia: 5123 espectadores Árbitro(s): Héctor Rodríguez | Asistencia: 5123 espectadores Árbitro(s): Héctor Rodríguez |

| 29 de octubre de 2015, 20:00 | Rusia      | 1:4 (1:2) | Ecuador                                    | Estadio Ester Roa Rebolledo, Concepción                            |                                                                    |
|                              | Chálov 16' | Reporte   | Pereira 3' 65' · Corozo 17' · Nazareno 78' | Asistencia: 10 705 espectadores Árbitro(s): Abdulla Hassan Mohamed | Asistencia: 10 705 espectadores Árbitro(s): Abdulla Hassan Mohamed |

| 29 de octubre de 2015, 20:00 | Francia                                      | 0:0 (3:5 p.)               | Costa Rica                                    | Estadio Chinquihue, Puerto Montt                           |                                                            |
|                              |                                              | Reporte                    |                                               | Asistencia: 8691 espectadores Árbitro(s): Wilson Lamouroux | Asistencia: 8691 espectadores Árbitro(s): Wilson Lamouroux |
|                              |                                              | Tiros desde el punto penal |                                               |                                                            |                                                            |
|                              | Edouard · Cognat · Reine-Adélaïde · Boutobba |                            | Córdoba · Juárez · Arboine · Villegas · Reyes |                                                            |                                                            |

### Cuartos de final
| 1 de noviembre de 2015, 16:00 | Brasil | 0:3 (0:3) | Nigeria                                 | Estadio Sausalito, Viña del Mar                     |                                                     |
|                               |        | Reporte   | Osimhen 29' · Michael 30' · Anumudu 34' | Asistencia: 5880 espectadores Árbitro(s): Matej Jug | Asistencia: 5880 espectadores Árbitro(s): Matej Jug |

| 1 de noviembre de 2015, 19:00 | Croacia | 0:1 (0:1) | Malí      | Estadio Nelson Oyarzún, Chillán                           |                                                           |
|                               |         | Reporte   | Koita 20' | Asistencia: 5222 espectadores Árbitro(s): Enrique Cáceres | Asistencia: 5222 espectadores Árbitro(s): Enrique Cáceres |

| 2 de noviembre de 2015, 17:00 | Ecuador | 0:2 (0:1) | México                           | Estadio Francisco Sánchez Rumoroso, Coquimbo           |                                                        |
|                               |         | Reporte   | Zamudio 41' · Salazar 55' (pen.) | Asistencia: 3127 espectadores Árbitro(s): Ruddy Buquet | Asistencia: 3127 espectadores Árbitro(s): Ruddy Buquet |

| 2 de noviembre de 2015, 20:00 | Bélgica  | 1:0 (1:0) | Costa Rica | Estadio Ester Roa Rebolledo, Concepción                 |                                                         |
|                               | Rigo 27' | Reporte   |            | Asistencia: 8874 espectadores Árbitro(s): Janny Sikazwe | Asistencia: 8874 espectadores Árbitro(s): Janny Sikazwe |

### Semifinales
| 5 de noviembre de 2015, 17:00 | Malí                               | 3:1 (1:1) | Bélgica  | Estadio La Portada, La Serena                           |                                                         |
|                               | Traoré 22' · Maiga 55' · Koita 85' | Reporte   | Rigo 16' | Asistencia: 6395 espectadores Árbitro(s): Roberto Tobar | Asistencia: 6395 espectadores Árbitro(s): Roberto Tobar |

| 5 de noviembre de 2015, 20:00 | México                 | 2:4 (1:2) | Nigeria                                                     | Estadio Ester Roa Rebolledo, Concepción                            |                                                                    |
|                               | Magaña 8' · Cortés 60' | Reporte   | Nwakali 35' · Okwonkwo 43' · Ebere 67' · Osimhen 83' (pen.) | Asistencia: 21 618 espectadores Árbitro(s): Abdulla Hassan Mohamed | Asistencia: 21 618 espectadores Árbitro(s): Abdulla Hassan Mohamed |

### Tercer puesto
| 8 de noviembre de 2015, 16:00 | Bélgica                                 | 3:2 (0:0) | México                  | Estadio Sausalito, Viña del Mar                                   |                                                                   |
|                               | Van Vaerenbergh 54' · Vanzeir 74' 90+3' | Reporte   | Marín 57' · Venegas 89' | Asistencia: 15 235 espectadores Árbitro(s): Abdulrahman Al Jassim | Asistencia: 15 235 espectadores Árbitro(s): Abdulrahman Al Jassim |

### Final
| 8 de noviembre de 2015, 19:00 | Malí | 0:2 (0:0) | Nigeria                    | Estadio Sausalito, Viña del Mar                            |                                                            |
|                               |      | Reporte   | Osimhen 56' · Bamgboye 59' | Asistencia: 15 235 espectadores Árbitro(s): Michael Oliver | Asistencia: 15 235 espectadores Árbitro(s): Michael Oliver |

#### Campeón
|                            |
| Bandera de Nigeria         |
| Campeón Nigeria 5.º título |

## Estadísticas

### Tabla general
| Pos. | Equipo          | Pts | PJ | PG | PE | PP | GF | GC | Dif | Rend. |
| ---- | --------------- | --- | -- | -- | -- | -- | -- | -- | --- | ----- |
| 1    | Nigeria         | 18  | 7  | 6  | 0  | 1  | 23 | 5  | 18  | 85,7% |
| 2    | Malí            | 16  | 7  | 5  | 1  | 1  | 12 | 4  | 8   | 76.2% |
| 3    | Bélgica         | 13  | 7  | 4  | 1  | 2  | 9  | 8  | 1   | 61,9% |
| 4    | México          | 13  | 7  | 4  | 1  | 2  | 14 | 9  | 5   | 61,9% |
| 5    | Ecuador         | 9   | 5  | 3  | 0  | 2  | 10 | 6  | 4   | 60%   |
| 6    | Brasil          | 9   | 5  | 3  | 0  | 2  | 5  | 5  | 0   | 60%   |
| 7    | Croacia         | 8   | 5  | 2  | 2  | 1  | 7  | 5  | 2   | 53,3% |
| 8    | Costa Rica      | 5   | 5  | 1  | 2  | 2  | 4  | 5  | -1  | 33,3% |
| 9    | Francia         | 10  | 4  | 3  | 1  | 0  | 14 | 4  | 10  | 83,3% |
| 10   | Rusia           | 7   | 4  | 2  | 1  | 1  | 6  | 5  | 1   | 58,3% |
| 11   | Corea del Sur   | 7   | 4  | 2  | 1  | 1  | 2  | 2  | 0   | 58,3% |
| 12   | Alemania        | 6   | 4  | 2  | 0  | 2  | 9  | 5  | 4   | 50%   |
| 13   | Chile           | 4   | 4  | 1  | 1  | 2  | 7  | 11 | -4  | 33,3% |
| 14   | Corea del Norte | 4   | 4  | 1  | 1  | 2  | 3  | 7  | -4  | 33,3% |
| 15   | Nueva Zelanda   | 4   | 4  | 1  | 1  | 2  | 3  | 8  | -5  | 33,3% |
| 16   | Australia       | 4   | 4  | 1  | 1  | 2  | 3  | 11 | -8  | 33,3% |
| 17   | Paraguay        | 3   | 3  | 1  | 0  | 2  | 8  | 7  | 1   | 33,3% |
| 18   | Inglaterra      | 2   | 3  | 0  | 2  | 1  | 1  | 2  | -1  | 22,2% |
| 19   | Sudáfrica       | 1   | 3  | 0  | 1  | 2  | 2  | 5  | -3  | 11,1% |
| 20   | Guinea          | 1   | 3  | 0  | 1  | 2  | 2  | 5  | -3  | 11,1% |
| 21   | Estados Unidos  | 1   | 3  | 0  | 1  | 2  | 3  | 8  | -5  | 11,1% |
| 22   | Siria           | 1   | 3  | 0  | 1  | 2  | 1  | 8  | -7  | 11,1% |
| 23   | Honduras        | 0   | 3  | 0  | 0  | 3  | 2  | 8  | -6  | 0%    |
| 24   | Argentina       | 0   | 3  | 0  | 0  | 3  | 1  | 8  | -7  | 0%    |

### Goleadores
| Jugador            | Selección | Goles | Minutos | Asistencia |
| ------------------ | --------- | ----- | ------- | ---------- |
| Victor Osimhen     | Nigeria   | 10    | 630     | 2          |
| Johannes Eggestein | Alemania  | 4     | 353     | 0          |
| Kelechi Nwakali    | Nigeria   | 3     | 540     | 3          |
| Samuel Chukwueze   | Nigeria   | 3     | 455     | 2          |
| Sidiki Maiga       | Malí      | 3     | 437     | 1          |
| Fiódor Chálov      | Rusia     | 3     | 333     | 0          |
| Dante Rigo         | Bélgica   | 3     | 503     | 0          |
| Nicolas Janvier    | Francia   | 3     | 136     | 2          |

## Premios y reconocimientos

### Balón de Oro
El Balón de Oro es para el mejor futbolista del torneo.
| Jugador         | Selección |
| --------------- | --------- |
| Kelechi Nwakali | Nigeria   |
| Victor Osimhen  | Nigeria   |
| Aly Malle       | Malí      |

### Bota de Oro
La Bota de Oro es para el goleador del torneo.
| Jugador            | Selección |
| ------------------ | --------- |
| Victor Osimhen     | Nigeria   |
| Johannes Eggestein | Alemania  |
| Kelechi Nwakali    | Nigeria   |

### Guante de Oro
El Guante de Oro es para el mejor arquero del torneo.
| Jugador       | Selección |
| Samuel Diarra | Malí      |
| ------------- | --------- |

### Premio Fair Play
El Premio Fair Play de la FIFA distinguirá al equipo con el mejor registro disciplinario de la competición.
| Selección |
| Ecuador   |
| --------- |